# Potes
Potes es un municipio de España perteneciente a la comunidad autónoma de Cantabria. Está situado en el centro de la comarca de Liébana, de la cual es capital. Tiene una población de 1345 habitantes (INE 2024).
Está catalogado como Uno de Los Pueblos Más Bonitos de España desde el año 2019 y pertenece desde entonces a la asociación homónima.

## Geografía
El municipio de Potes limita al norte con Cillorigo de Liébana, al oeste con Camaleño, al sur con Vega de Liébana y al este con Cabezón de Liébana.

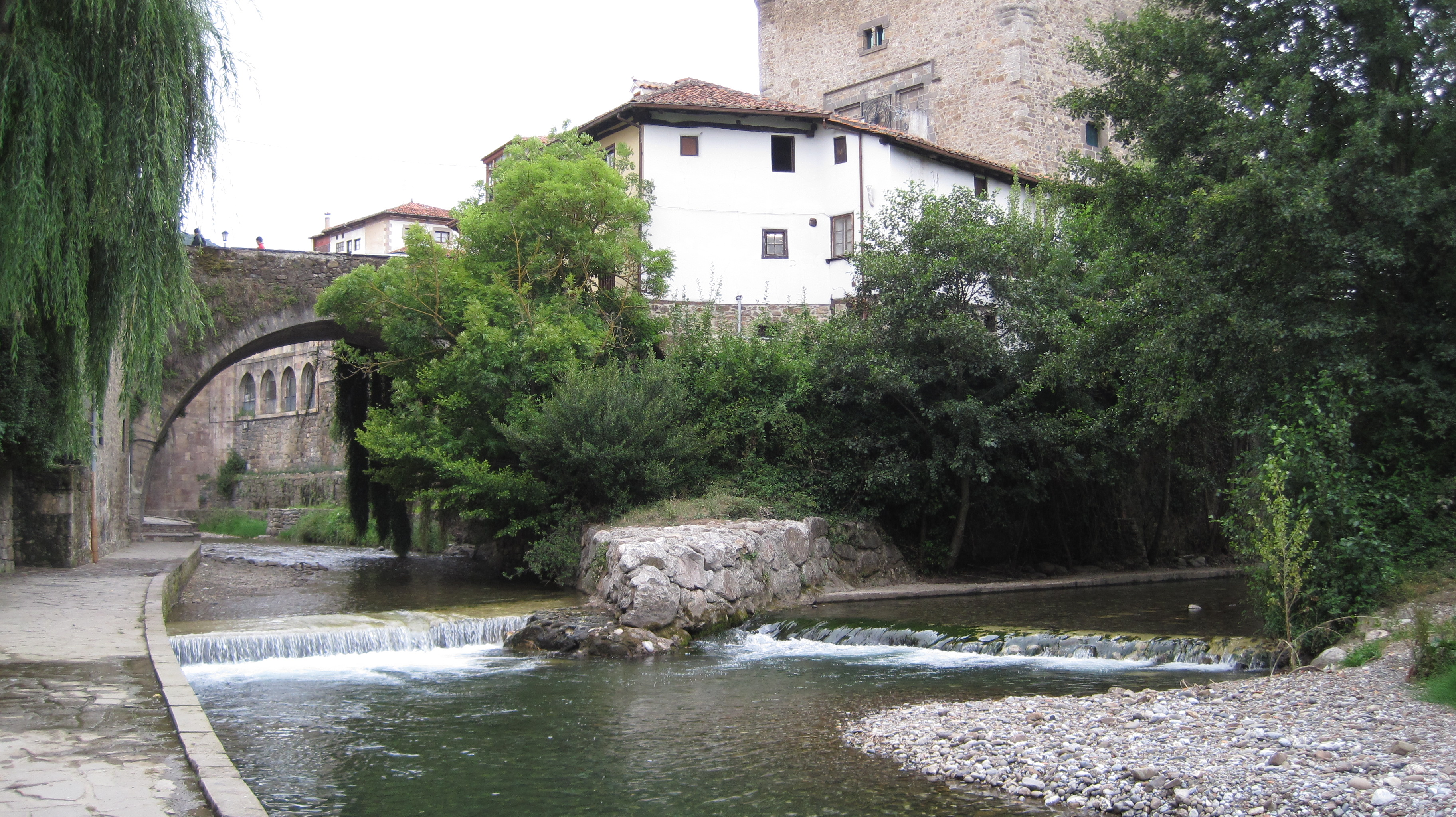
Confluencia del río Quiviesa con el río Deva

La villa de Potes está situada en la confluencia de cuatro valles además de desembocar en ella el río Quiviesa en el río Deva nacido este último en altitudes de los Picos de Europa. Como el resto de la comarca lebaniega, Potes disfruta de un microclima de tipo mediterráneo que permite el cultivo de la vid, del nogal, del chopo; y con el primero de ellos se elabora el conocido orujo de la zona. Domina la localidad la montaña Arabedes (694 m s. n. m.), a la que se puede ascender desde la villa.

## Historia
Potes se encuentra situado en un lugar estratégico: en el punto donde confluyen los dos ríos de Liébana: el Deva y su afluente el Quiviesa.
No quedan en este municipio vestigios de la Antigüedad, aunque los historiadores suponen que debió estar poblado en la prehistoria, por haber restos en otros lugares de Liébana; que los concanos pudieron ser los habitantes en época prerromana; que los romanos debieron tender por esta localidad la calzada del «Burejo», que partía desde Pisoraca y cruzaba el Puerto de Piedrasluengas.

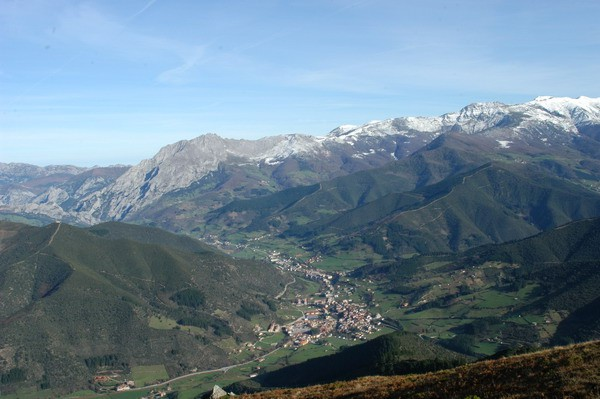
Potes desde La Viorna

Este lugar fue objeto de repoblación en época de Alfonso I de Asturias. La primera mención es del año 847, como Pautes. En 947 se cita a la iglesia de San Vicente, que dependía del Monasterio de Santo Toribio. Un conde gobernaba este territorio, recibiendo privilegios reales en 1299 y 1305. En el Becerro de Behetrías (1351) Potes aparece como propiedad de don Tello, hijo de Alfonso XI. Durante la Baja Edad Media, como todo el valle de Liébana, la localidad se vio implicada en la confrontación entre los linajes de Manrique-Castañeda y Mendoza. Juan II, en torno a 1444, resolvió la cuestión a favor del Marqués de Santillana. Los Mendoza hicieron de Potes la capital de Liébana, y erigieron en la villa una gran torre, llamada del Infantado (siglo XV). De esta misma época son construcciones destacadas como la cercana Torre de Orejón de la Lama y el puente de San Cayetano. De 1468 son las primeras ordenanzas de Potes.

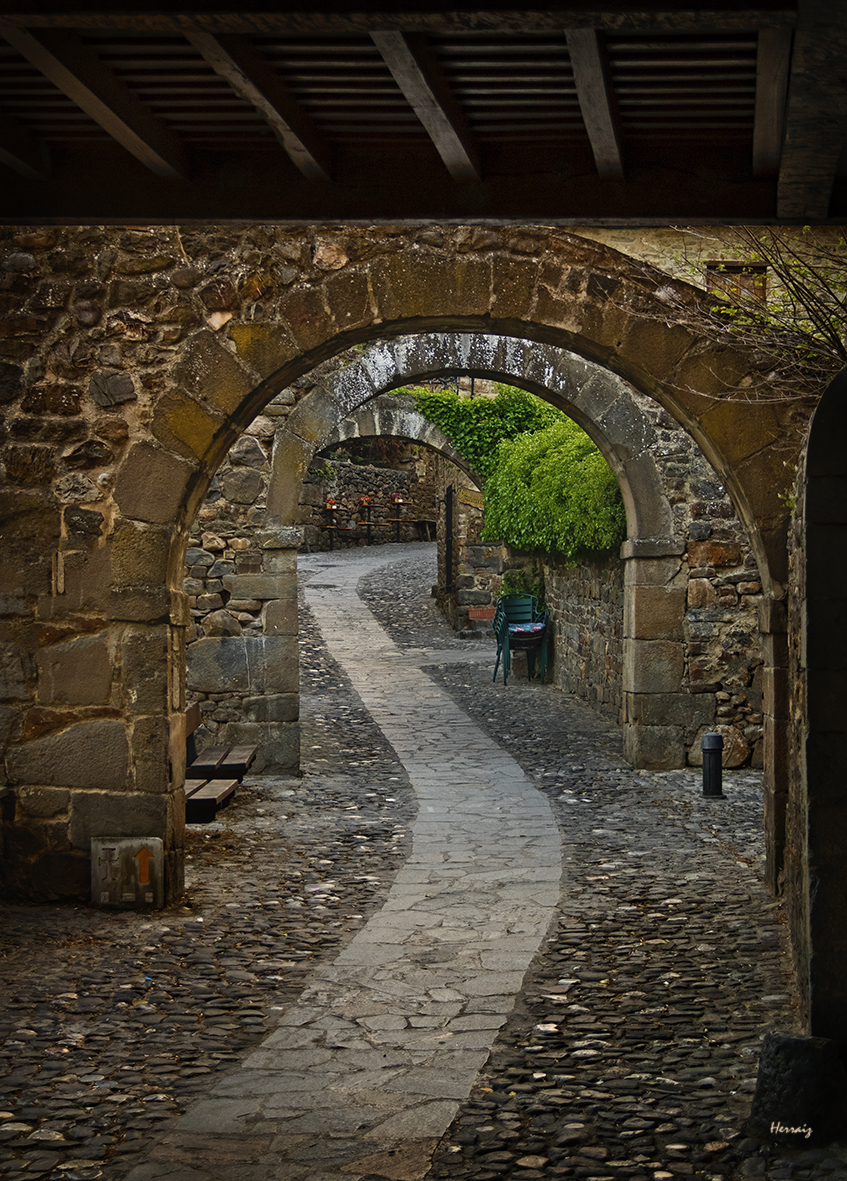
Calle empedrada en Potes

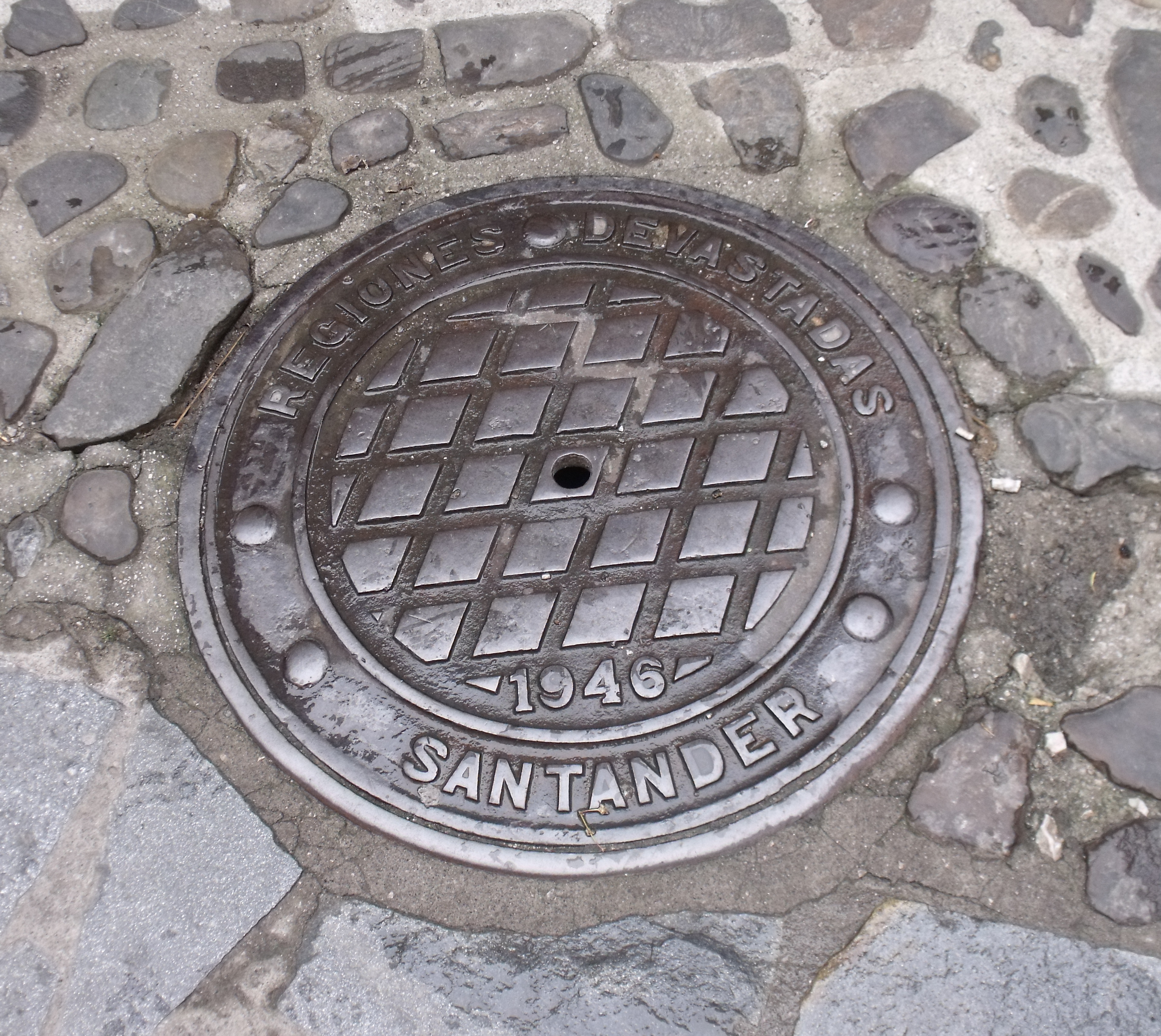
Potes fue reconstruida tras la Guerra Civil por el Servicio Nacional de Regiones Devastadas y Reparaciones

En la Edad Moderna, Potes siguió siendo un lugar de señorío. El duque del Infantado nombraba a su alcalde. Muchos lugareños emigraron a América, y las riquezas del nuevo continente permitieron la construcción de notables edificios en la villa. Diputados de la provincia de Liébana formaron parte de las Juntas de Puente San Miguel que dieron lugar a la provincia de Cantabria. En 1822, Potes tuvo ayuntamiento propio, siendo cabeza de un partido judicial que abarcaba Potes, Castro y Cillorigo, Cabezón de Liébana, Camaleño, Espinama, Pesaguero, Tresviso y Vega de Liébana. Tres décadas después, pasó a formar parte del partido judicial de San Vicente de la Barquera.
Durante la Guerra Civil, Potes se vio afectada por un incendio provocado por el bando republicano, que destruyó su casco histórico, el 31 de agosto de 1937, argumentando que se trataba de un «vil baluarte del carlismo». Fue reconstruido después con los criterios de restauración del franquismo. A pesar de ello, su casco antiguo es Bien de Interés Cultural, con categoría de Conjunto Histórico desde 1983.

## Demografía
Potes cuenta con una población de 1345 habitantes (INE 2024).
| Gráfica de evolución demográfica de Potes entre 1842 y 2021                                                         |
| |
| Población de derecho según los censos de población del INE Población de hecho según los censos de población del INE |

## Economía
El sector principal es el de servicios debido mayoritariamente al turismo que acude a la comarca ya sea por la naturaleza, cuyo máximo exponente es el parque nacional de los Picos de Europa, así como la gastronomía, con platos como el cocido lebaniego o los "quesucos" de Liébana.

## Administración y política

### Gobierno municipal
Alfonso Gutiérrez Cuevas falleció el 17 de octubre de 2007, le sucedió en el cargo Francisco Javier Gómez Ruiz.
| Periodo   | Nombre                           | Partido | Partido                                     |
| --------- | -------------------------------- | ------- | ------------------------------------------- |
| 1979-1983 | Miguel Ángel Díaz Gómez          |         | Independientes de Potes                     |
| 1983-1987 | Miguel Ángel Díaz Gómez          |         | Agrupación Electoral Independiente de Potes |
| 1987-1991 | José Calvo Briz                  |         | Alianza Popular (AP)                        |
| 1991-1995 | José Antonio Gutiérrez Fernández |         | Unión para el Progreso de Cantabria (UPCA)  |
| 1995-2007 | Alfonso Gutiérrez Cuevas         |         | Partido Popular (PP)                        |
| 2007-act. | Francisco Javier Gómez Ruiz      |         | Partido Popular (PP)                        |

| Partido político | Partido político                                                    | 2023  | 2023  | 2023       | 2019  | 2019  | 2019       | 2015  | 2015  | 2015       | 2011  | 2011  | 2011       | 2007  | 2007  | 2007       | 2003  | 2003  | 2003       | 1999  | 1999  | 1999       | 1995  | 1995  | 1995       | 1991  | 1991  | 1991       | 1987  | 1987  | 1987       | 1983                     | 1983                     | 1983                     | 1979  | 1979  | 1979       |
| Partido político | Partido político                                                    | Votos | %     | Concejales | Votos | %     | Concejales | Votos | %     | Concejales | Votos | %     | Concejales | Votos | %     | Concejales | Votos | %     | Concejales | Votos | %     | Concejales | Votos | %     | Concejales | Votos | %     | Concejales | Votos | %     | Concejales | Votos                    | %                        | Concejales               | Votos | %     | Concejales |
|                  | Partido Popular (PP)-Alianza Popular (AP)                           | 629   | 75,69 | 7          | 609   | 67,89 | 7          | 591   | 68,01 | 7          | 751   | 78,23 | 8          | 531   | 54,63 | 5          | 573   | 54,83 | 5          | 457   | 42,67 | 4          | 296   | 29,28 | 3          | 156   | 17,01 | 1          | 401   | 45,78 | 5          | 207                      | 24,15                    | 2                        | —     | —     | —          |
|                  | Partido Socialista Obrero Español (PSOE)                            | 108   | 13,00 | 1          | 167   | 18,62 | 2          | 120   | 13,81 | 1          | 83    | 8,65  | 0          | 185   | 19,03 | 2          | 234   | 22,39 | 2          | 330   | 30,81 | 3          | 318   | 31,45 | 3          | 241   | 26,28 | 3          | 96    | 10,96 | 1          | 99                       | 11,55                    | 1                        | 38    | 4,97  | 0          |
|                  | Partido Regionalista de Cantabria (PRC)                             | 81    | 9,75  | 1          | 72    | 8,03  | 0          | 40    | 4,60  | 0          | 100   | 10,42 | 1          | 230   | 23,66 | 2          | 226   | 21,63 | 2          | 54    | 5,04  | 0          | 20    | 1,98  | 0          | 113   | 12,32 | 1          | 62    | 7,08  | 0          | —                        | —                        | —                        | —     | —     | —          |
|                  | Vecinos por Liébana (VxL)                                           | —     | —     | —          | 38    | 4,24  | 0          | 102   | 11,74 | 1          | —     | —     | —          | —     | —     | —          | —     | —     | —          | —     | —     | —          | —     | —     | —          | —     | —     | —          | —     | —     | —          | —                        | —                        | —                        | —     | —     | —          |
|                  | Unión para el Progreso de Cantabria (UPCA)                          | —     | —     | —          | —     | —     | —          | —     | —     | —          | —     | —     | —          | —     | —     | —          | —     | —     | —          | 216   | 20,17 | 2          | 299   | 29,57 | 3          | 387   | 42,20 | 4          | —     | —     | —          | —                        | —                        | —                        | —     | —     | —          |
|                  | Centro Democrático y Social (CDS)-Unión de Centro Democrático (UCD) | —     | —     | —          | —     | —     | —          | —     | —     | —          | —     | —     | —          | —     | —     | —          | —     | —     | —          | —     | —     | —          | —     | —     | —          | 12    | 1,31  | 0          | 103   | 11,76 | 1          | 114                      | 13,30                    | 1                        | 332   | 43,40 | 4          |
|                  | Partido Demócrata Popular (PDP)                                     | —     | —     | —          | —     | —     | —          | —     | —     | —          | —     | —     | —          | —     | —     | —          | —     | —     | —          | —     | —     | —          | —     | —     | —          | —     | —     | —          | 205   | 23,40 | 2          | Con Alianza Popular (AP) | Con Alianza Popular (AP) | Con Alianza Popular (AP) | —     | —     | —          |
|                  | Independientes de Potes                                             | —     | —     | —          | —     | —     | —          | —     | —     | —          | —     | —     | —          | —     | —     | —          | —     | —     | —          | —     | —     | —          | —     | —     | —          | —     | —     | —          | —     | —     | —          | 437                      | 50,99                    | 5                        | —     | —     | —          |
|                  | Agrupación Electoral Independiente de Potes (AEIP)                  | —     | —     | —          | —     | —     | —          | —     | —     | —          | —     | —     | —          | —     | —     | —          | —     | —     | —          | —     | —     | —          | —     | —     | —          | —     | —     | —          | —     | —     | —          | —                        | —                        | —                        | 395   | 51,63 | 5          |

El término municipal de Potes pertenece al partido judicial y a la Junta Electoral de Zona de San Vicente de la Barquera en ambos casos.

### Organización territorial

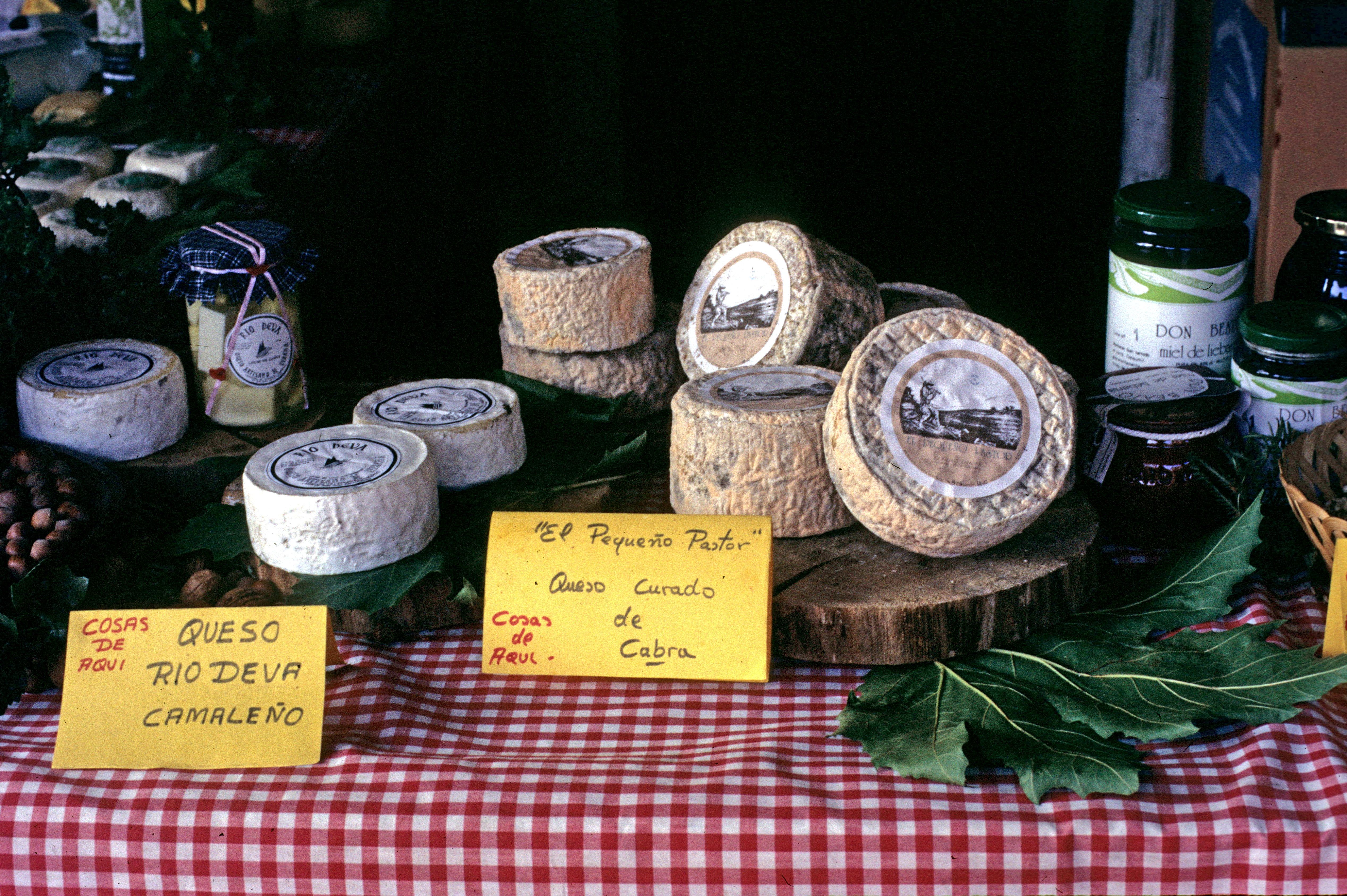
Quesucos de Liébana en el mercado de Potes

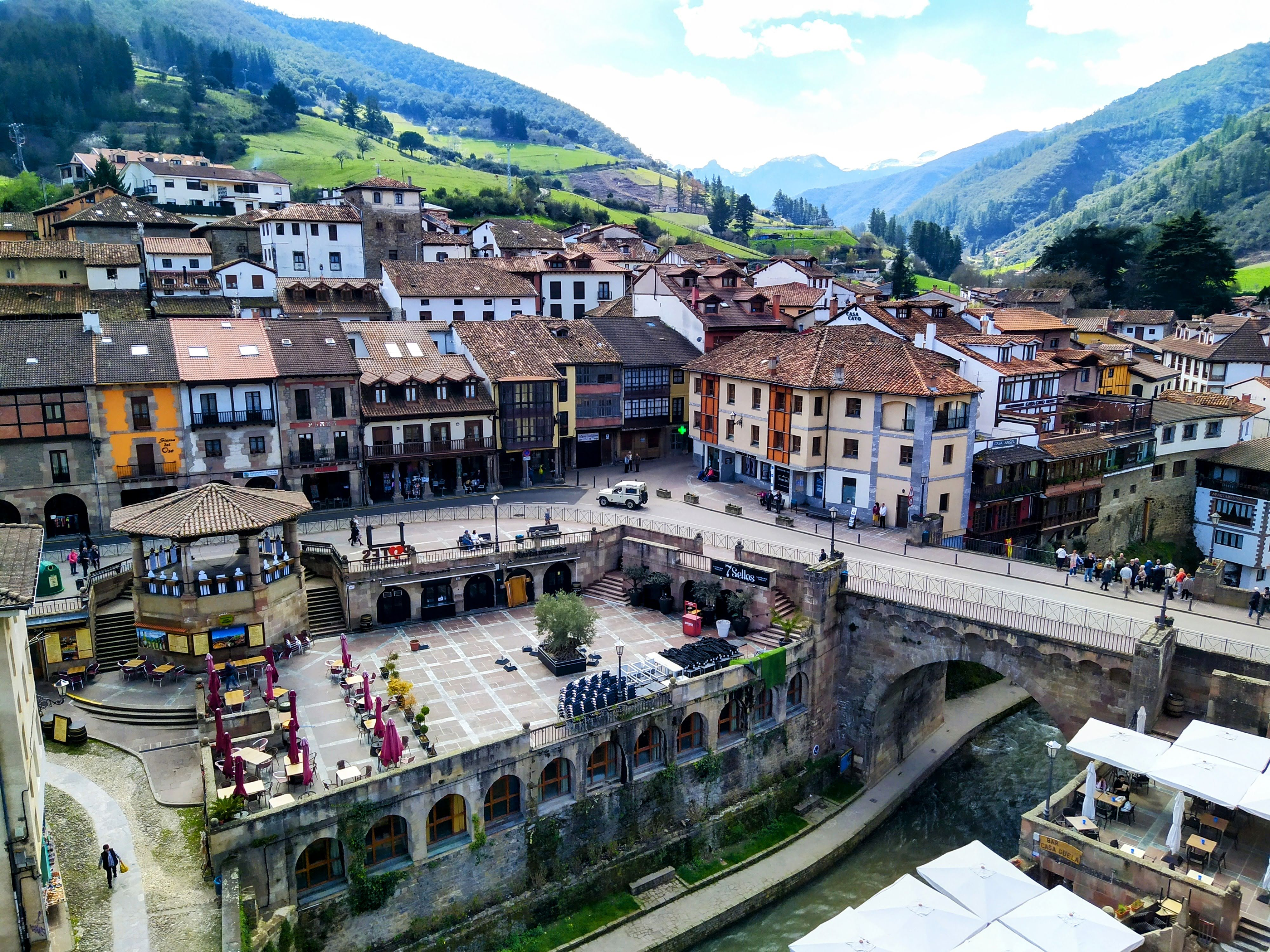
Vista desde la Torre del Infantado

- Potes (Capital), 1339 hab. en 2024
- Rases, 6 hab. en 2024

## Cultura

### Patrimonio

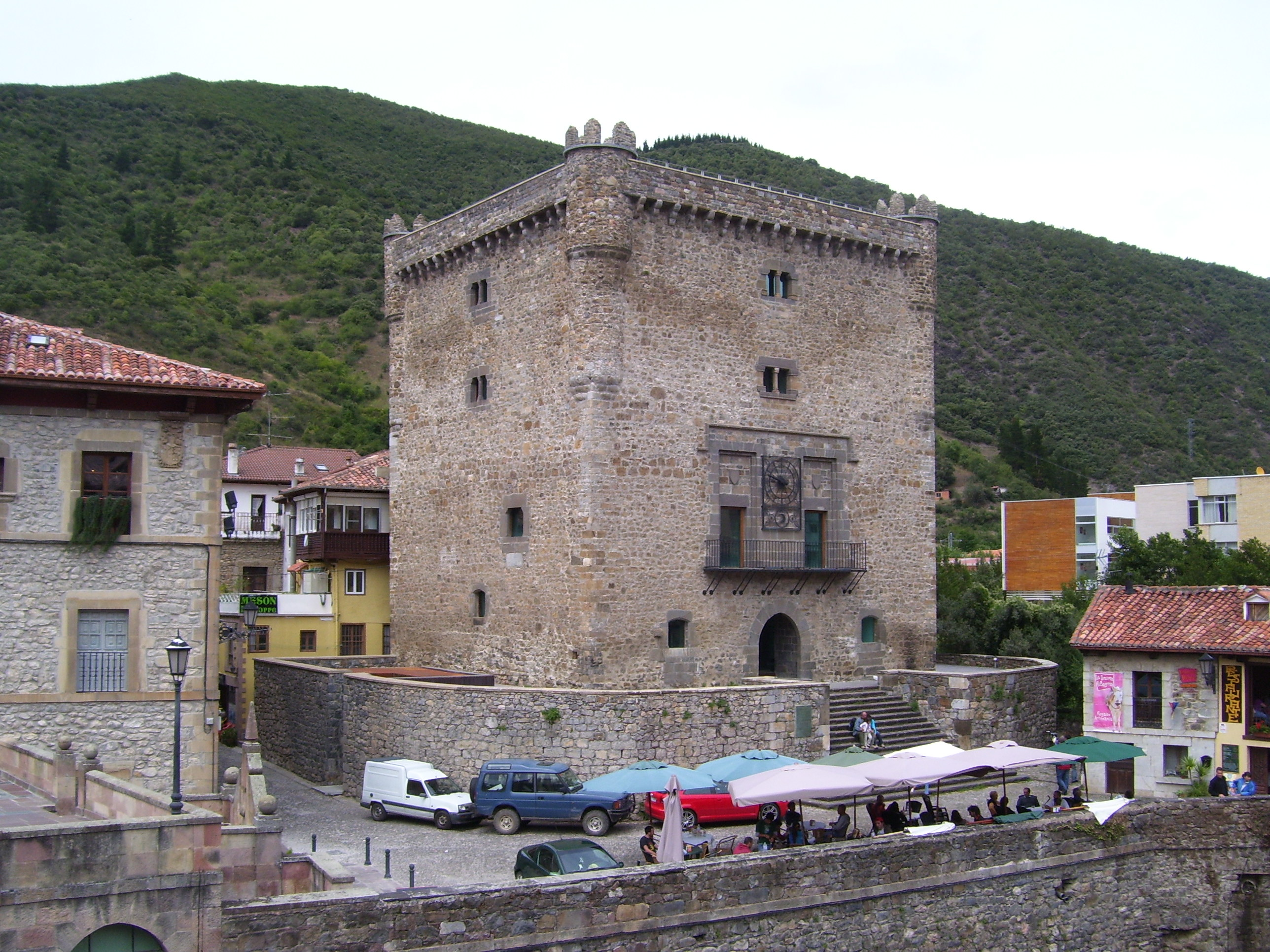
Torre del Infantado

Tres son los bienes de interés cultural del municipio:
- La Villa de Potes, con categoría de conjunto histórico.[7] Destaca en la misma la Torre del Infantado, sede del Ayuntamiento, que en la actualidad se encuentra restaurándose. La sede del Ayuntamiento pasará al Convento de la Villa. La villa de Potes conserva numerosas edificaciones de interés, algunas concentradas en barrios como la Solana o el Sol.
- La iglesia de San Vicente, con categoría de monumento.
- Es uno de los municipios por los que pasa la Ruta Lebaniega, que enlaza el Camino de Santiago de la costa con el Camino Francés; los otros son San Vicente de la Barquera, Val de San Vicente, Herrerías, Lamasón, Cillorigo de Liébana, Cabezón de Liébana, Camaleño y Vega de Liébana.

### Patrimonio inmaterial

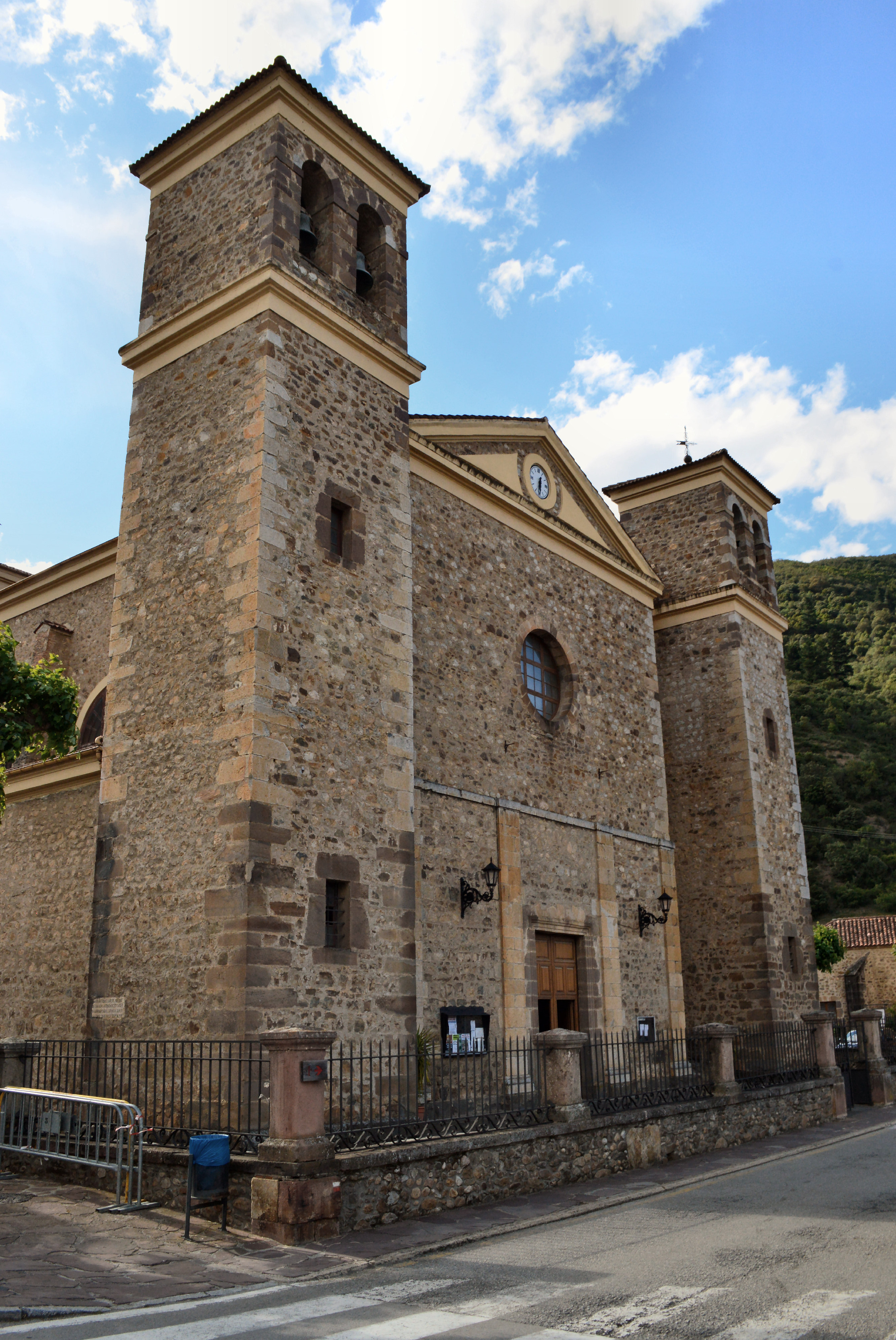
La iglesia nueva de San Vicente

Entre las diversas fiestas de la localidad destacan La Cruz o la Fiesta del Orujo, ambas declaradas de Interés Turístico Regional. La fiesta de la Exaltación de la Cruz se celebra el 14 de septiembre. En el monte Viorna y alrededor del monasterio de Santo Toribio de Liébana se venera el Lignum Crucis.
- 2 de mayo: procesión de La Santuca, patrona de Liébana; desde Aniezo baja a Santo Toribio en una de las procesiones más largas de la geografía española.
- 2 de julio: fiesta de La Virgen de la Salud en los puertos de Áliva. Declarada de Interés Turístico Regional.
- 15 de agosto: Nuestra Señora de Valmayor en Potes.
- Primer domingo de agosto en años que terminan en 0 o 5: fiesta del Sagrado Corazón en el pico San Carlos.
- Último domingo de agosto: fiesta de San Tirso en Ojedo.
- 8 de septiembre: la Virgen de la Luz, en su ermita de Peña Sagra.
- 14 de septiembre: las fiestas de La Cruz en Potes.
- 2 de noviembre: feria de Todos los Santos en Potes.